# Les Frangines (film 1960)
Les Frangines è un film del 1960 scritto,  prodotto e diretto da Jean Gourguet.

## Trama
Alla scuola superiore, Gérard, Olivier e Louis si distinguono per essere dei pessimi studenti. Gérard va dietro alle ragazze e dopo aver sedotto Janine, rivolge le sue attenzioni verso Nadine, la fidanzata di Olivier. Louis, geloso dei successi amorosi di Gérard, mette sull'avviso Janine. Per vendicarsi, la ragazza racconta tutto alla responsabile della scuola che, recandosi dal direttore, resta vittima di un incidente.

## Produzione
Il film fu prodotto dalla Société Française de Production (SFP).

## Distribuzione
Distribuito dalla Héraut Film, il film uscì nelle sale cinematografiche francesi il 10 febbraio 1960.